# Plzeň-Bílá Hora
Plzeň-Bílá Hora – przystanek kolejowy w Pilźnie, w kraju pilzneńskim, w Czechach. Położona jest na wysokości 315 m n.p.m.
Na przystanku nie ma możliwości zakupu biletu, a obsługa podróżnych odbywa się w pociągu. 

## Linie kolejowe
- 160 Plzeň - Žatec